# جو لويس ووكر
جو لويس ووكر (بالإنجليزية: Joe Louis Walker)‏ هو عازف قيثارة ومغن مؤلف وملحن وموسيقي ومنتج أسطوانات أمريكي، ولد في 25 ديسمبر 1949 في سان فرانسيسكو في الولايات المتحدة.

## وصلات خارجية
- الموقع الرسمي
- جو لويس ووكر على موقع IMDb (الإنجليزية)
- جو لويس ووكر على موقع ميوزك برينز (الإنجليزية)
- جو لويس ووكر على موقع ديسكوغز (الإنجليزية)